# المياه في الجزائر
الموارد المائية في الجزائر طابعا استراتيجيا في مسار التنمية الشاملة للبلاد لارتباطها الوثيق بالتنمية المستدامة ولان الماء في الجزائر مورد نادر وثمين يقتضي ترشيد استعماله لتلبية حاجيات السكان والاقتصاد الوطني دون رهن حاجيات الأجيال القادمة.

سد بني هارون أكبر سد في ألجزائر

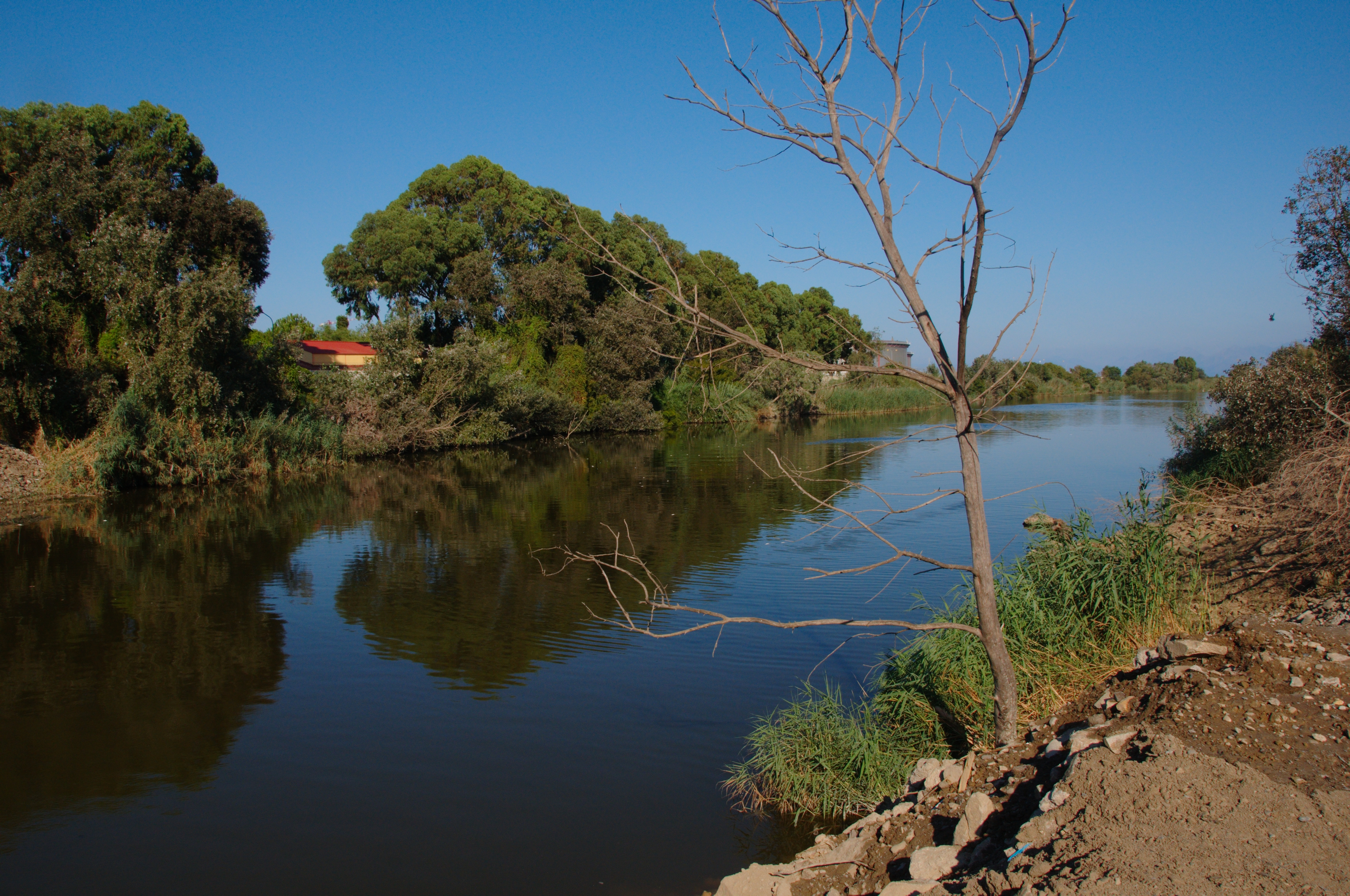
وادي الصومام

وتصنف الجزائر ضمن الدول الفقيرة في العالم من حيث الإمكانيات حيث ترتب تحت الحد الأدنى النظري للندرة التي يحددها البنك العالمي بـ 1000 م3 /فرد سنة حيث أن الراتب المائي النظري في الجزائر الذي كان في عام 62 يقدر بـ 1500 م3 / فرد سنة، تراجع عام 99 إلى 500م3 /فرد سنة.
وتزداد حدة مشكلة الماء في الجزائر بسبب الخصائص المناخية التي تتراوح بين الجاف وشبه الجاف على معظم الأراضي الجزائرية وهي بالتالي غير وفيرة للامطار مما يهدد بتناقض الموارد في وقت يزداد فيه الطلب على هذا المورد بفعل النمو الديموغرافي ولتنامي القطاعات المستهلكة كالصناعة والفلاحة والسياحة.
كما أن الجزائر بالنظر لمساحتها الكبيرة تتميز بندرة المياه السطحية التي تنحصر أساسا في جزء من المنحدر الشمالي للسلسلة الجبلية الأطلسية وتقدر الإمكانات المائية للجزائر باقل من 20 مليار م3، 75 % منها فقط قابلة للتجديد وتشمل الموارد المائية غير المتجددة الطبقات المائية في شمال الصحراء.
يقدر عدد المجاري المائية السطحية في الجزائر بنحو 30 مجرى معظمها في اقليم التل، وهي تصب في البحر المتوسط وتمتاز بان منسوبها غير منتظم وتقدر طاقتها بنحو 12.4 مليار م3
و في الاخير، نظراً للأهمية العظيمة للماء، لا بدّ على الإنسان أن يوفر في استهلاكه قدر الإمكان، وتبدأ هذه العملية من داخل المنزل، وتكون من خلال عمل الصيانة اللازمة وبشكل مستمرّ للتأكّد من عدم وجود أي تسريبات، بحيث يمكن بهذه الطريقة توفير كميات كبيرة من الماء كافية لأن يتمّ استهلاكها لمدّة كبيرة، كما ولا بدّ من ترشيد استهلاك المياه، فمثلاً: استخدام دلو الماء بدلاً من الخرطوم عند غسل السيارة، ويعتبر هذا التصرف حضارياً ويعكس الاهتمام القومي بالماء والمصادر المهمة، وقد ارتفعت الدعوات التي تدعو إلى المحافظة على المياه وعدم الإسراف فيه حول العالم يوماً بعد يوم.

## السدود

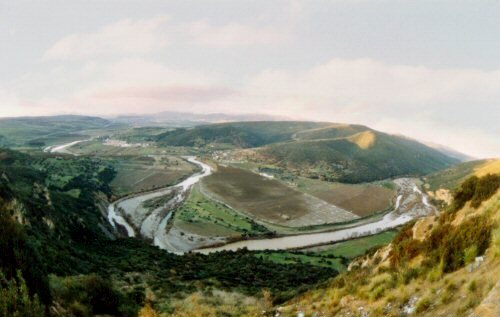
واد سيبوس

رغم حساسية مشكل الماء في الجزائر، فان الحكومات المتعاقبة منذ الاستقلال لم تول الأهمية اللازمة لهذا القطاع الحيوي في برامج التنمية الوطنية حيث أهم إنشاء السدود وهي المنشات الرئيسية لتخزين المياه مما زاد من تراكم المشاكل وادى تاخر مضر بالاقتصاد الوطني وإلى خلق مضايقات عديدة للسكان.
ويقدر الخبراء عدد المواقع الملائمة لبناء السدود في الجزائر من الناحية النظرية بنحو 250 موقعا، لكن عدد السدود الصغيرة والمتوسطة ومنها 50 سدا كبير بطاقة تخزين تفوق 10ملايين م3. يبلغ حجم تخزينها الإجمالي 4.908 مليار، لكن متوسط حجم المخزون المتوفر في العشر سنوات الأخيرة قدر بنحو 1.75 مليار م3، فقط ما يعادل 40% من طاقة التعبئة الإجمالية النظرية بسبب الظروف المناخية (الجفاف) ومشكل توحل السدود.
كما يجري العمل حاليا في برنامج إنشاء 22 سدا جديدا بطاقة إجمالية نظرية تساوي 7 مليارات م3، ومن بين هذه المشاريع سد بني هارون (ولاية ميلة) وسد كدية أسردون (ولاية البويرة) الذين يعدون أكبر السدود في الجزائر بطاقة 960مليون م3، في حين تجري الدراسات لاعداد مشروع بناء 52 سدا آخر في المست
تعتبر الحكومة الجزائرية أن للماء جانبا اقتصاديا غير أنها تعتبر أيضا أن الجانب الاجتماعي للماء يغلب الجانب الاقتصادي. وهذا ما دفع الحكومة الجزائرية إلى عدم تطبيق السعر الحقيقي للماء. هناك نظام بالنسبة لتوزيع المياه، ونظام بالنسبة للتسعيرة وتوجد عدة طبقات داخل التسعيرة. أما بالنسبة للمواطن العادي، فهو يتمتع بسعر شبه رمزي ولا يدفع في الحقيقة إلا الثلث من سعر المتر المكعب للماء لأن قيمته بالنسبة للشركة الجزائرية للمياه، تتراوح بين 32 و38 دينار جزائري. ويدفع المواطن العادي قيمة 11 دينار جزائري فقط للمتر المكعب. هناك تموين من طرف ميزانية الدولة وهذا ما نطبقه أيضا بالنسبة للكهرباء. أما المياه الصحية فإننا نقوم بنفس الشيء. لكن تبقى مشكلة التبذير مطروحة نظرا للسعر المنخفض للمياه، لذلك وضعنا خمس طبقات بالنسبة للصناعيين والإدارات ونطبق عليهم سعرا مرتفعا. كذلك نقوم بحملات توعية حول الماء في المدارس وفي التلفزيون ولكن هذا غير كاف.
الجزائر تخطت مشكل ندرة المياه، وأنها بصدد تحقيق الأمن المائي ببلوغها حصة 170 لتر للفرد في نهاية السنة الحالية، ومواصلة تدعيم قدرة التخزين، برفع عدد السدود إلى 82 سدا في.2014 